# Backstreet Boys (альбом)
«Backstreet Boys» (англ. Хлопці з задвірок) —це дебютний альбом американської поп-групи Backstreet Boys. Він вийшов в 1996 році в Канаді, країнах Європи та Азії. Багато пісень з цього альбому стали синглами. Пізніше в 1997 році ці пісні, поряд з деякими піснями з альбому Backstreet's Back увійшли в спеціальне видання для США — «Backstreet Boys (US)». Альбом отримав статус золотого і платинового в 38 країнах світу. Обсяг продажів склав 11 млн примірників.

## Список пісень
1. We've Got It Goin' On — 3:41
2. Anywhere For You — 4:42
3. Get Down (You're the One for Me) — 3:52
4. I'll Never Break Your Heart — 4:49
5. Quit Playing Games (With My Heart) — 3:53
6. Boys Will Be Boys — 4:06
7. Just To Be Close to You — 4:49
8. I Wanna Be With You — 4:06
9. Every Time I Close My Eyes — 3:56
10. Darlin' — 5:33
11. Let's Have a Party — 3:50
12. Roll With It — 4:41
13. Nobody But You — 3:03